# Phyla cuneifolia
Phyla cuneifolia là một loài thực vật có hoa trong họ Cỏ roi ngựa. Loài này được (Torr.) Greene miêu tả khoa học đầu tiên năm 1899.